# ビサウ自治区
ビサウ自治区（ビサウじちく、ポルトガル語: Sector Autónomo de Bissau）は、ギニアビサウを構成する1つの自治区である。ギニアビサウの首都ビサウ市のみで構成されている。人口は約39万人（2009年国勢調査）。

## 隣接州
- ビオンボ州
- オイオ州

## 下位行政区画
ビサウ自治区（ビサウ市）は、8つの行政区（Sector）に分けられる。
| 名称               | 人口（2009年） |
| ------------------ | -------------- |
| 第一区（Sector 1） | 29,283         |
| 第二区（Sector 2） | 27,207         |
| 第三区（Sector 3） | 49,574         |
| 第四区（Sector 4） | 63,901         |
| 第五区（Sector 5） | 42,640         |
| 第六区（Sector 6） | 69,145         |
| 第七区（Sector 7） | 76,256         |
| 第八区（Sector 8） | 26,954         |